# Derékszögű háromszög

Egy derékszögű háromszög: a c oldal az átfogó, az a és b oldalak pedig a befogók

A síkmértanban a derékszögű háromszög az a háromszög, amelynek az egyik szöge derékszög (mértéke π/2 radián vagy 90°). A derékszöggel szemközti oldalt átfogónak nevezik, és ez a legnagyobb. A másik két oldalt befogónak nevezzük.

## Általános adatok
- A két hegyesszög összege 90° – ez a pótszögek tétele is egyben.
- Az átfogóra húzott oldalfelező az átfogót két egyenlő részre osztja.
- Bármely derékszögű háromszög körbeírható, a körülírt kör középpontja az átfogó közepén található.
- Minden derékszögű háromszög ortocentruma a derékszög tetején található.

## Magasságtételek

### Az első magasságtétel

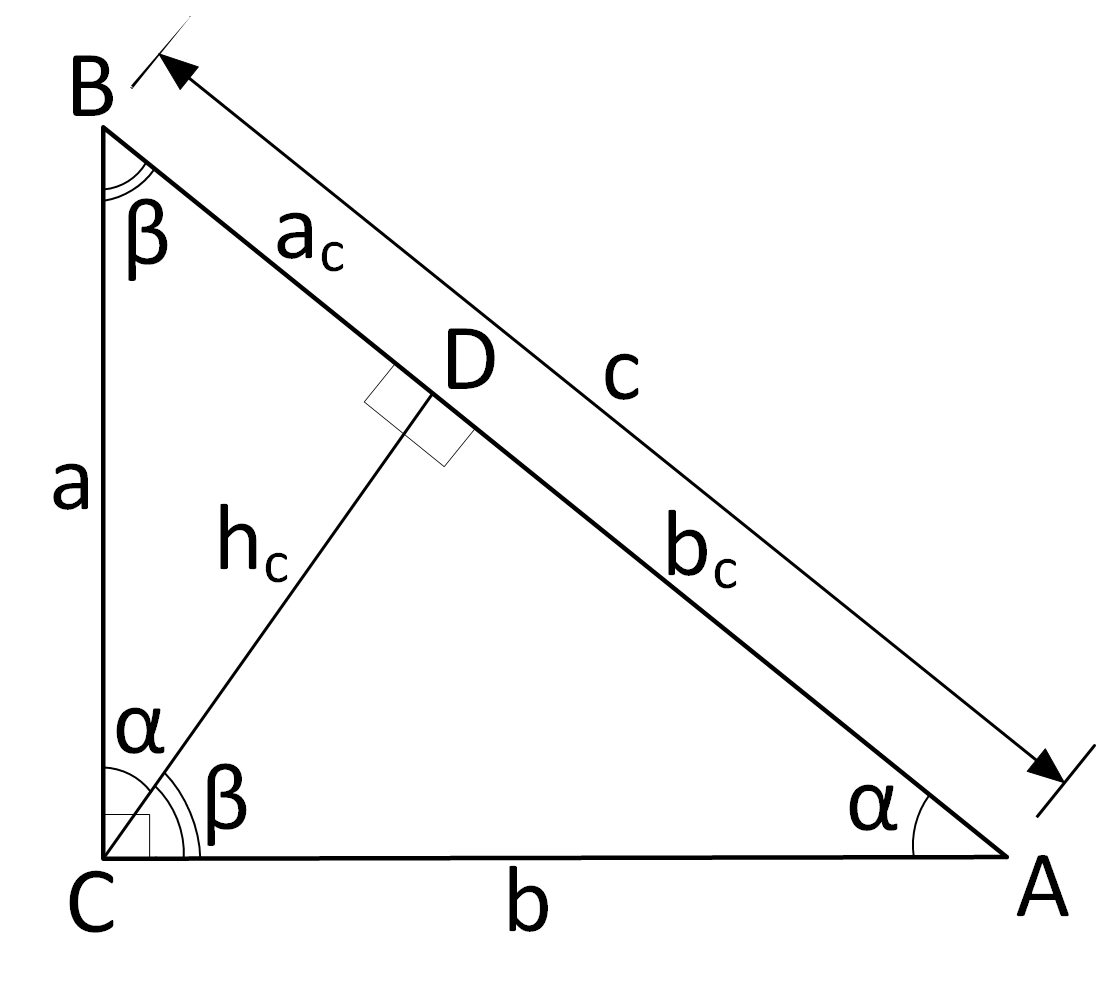
Jelölések a megfogalmazott tételekhez

Egy derékszögű háromszögben az átfogóra húzott magasság hossza a befogók átfogóra eső vetületeinek mértani közepe.
{\displaystyle CD={\sqrt {AD\cdot BD}}} vagy
{\displaystyle CD^{2}=AD\cdot BD}
ahol a CD az átfogónak megfelelő magasság, az AD és a BD pedig a befogók átfogóra eső vetületei (lásd a szomszédos ábrát).

### A második magasságtétel
Az átfogónak megfelelő magasság és az átfogó szorzata egyenlő a befogók szorzatával, azaz ha az ABC egy derékszögű háromszög, C = 90° (lásd a szomszédos ábrát), és a CD merőleges az AB-re, akkor érvényes:
{\displaystyle CD\cdot AB=AC\cdot BC}

## A befogótétel
A derékszögű háromszögben minden befogó négyzete egyenlő az átfogó és a befogó átfogóra eső vetületének szorzatával.
Legyen ABC egy háromszög, amelynek C szöge = 90°, és CD merőleges az AB-re (lásd a fenti ábrákat). Ekkor felírható, hogy:
{\displaystyle BC^{2}=AB\cdot BD} vagy
{\displaystyle BC={\sqrt {AB\cdot BD}}}

## Szögek

### A 45°-os szög tétele
Egy derékszögű háromszögben, amelynek egyik hegyesszöge 45°, ebből következően a másik is 45°, így az átfogóra húzott magasságvonal hossza az átfogó felével egyenlő.

### A 30°-os szög tétele
Egy derékszögű háromszögben, amelynek egyik hegyesszöge 30°, az ezzel a szöggel szemben fekvő befogó hossza megegyezik az átfogó hosszának felével.

### A 15°-os szög tétele
Egy derékszögű háromszögben, amelynek egyik hegyesszöge 15°, a 15°-os szöggel szembeni magasság hossza az átfogó hosszának a negyede.

## Területszámítási képletek
- Egy derékszögű háromszög területe egyenlő a befogók szorzatának felével.

## Pitagorasz tétele a derékszögű háromszögre

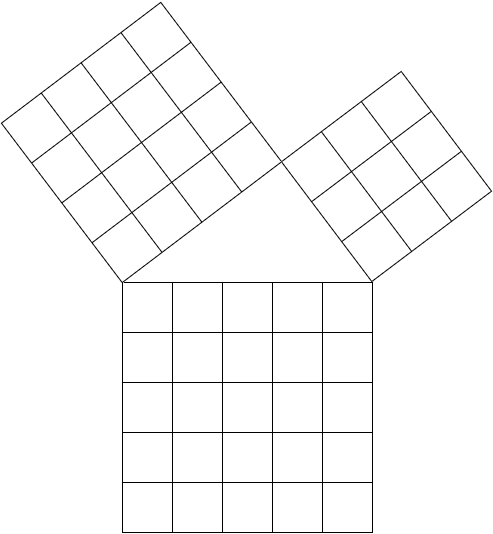
Pitagorasz tételének illusztrációja

Pitagorasz tétele: a befogók hosszai négyzeteinek összege megegyezik az átfogó hosszának négyzetével. Ez ábrázolható az ABC derékszögű háromszögben, ahol AB az átfogó, C pedig a derékszög (lásd a fenti ábrák jelöléseit). Pitagorasz tétele kimondja, hogy:
{\displaystyle AB^{2}=AC^{2}+BC^{2}}

## Állandó arányok a derékszögű háromszög elemei között
A derékszögű háromszögben a szögek és az oldalak közt állandó arányok állnak fenn, ezek: a szinusz, a koszinusz, a tangens, a kotangens. Amennyiben a szögek változhatnak, ezek független változókként ún. trigonometriai függvényeket hívnak életre.
{\displaystyle \sin X={\frac {\text{az X szöggel szemben fekvő befogó}}{\text{átfogó}}}}
{\displaystyle \cos X={\frac {\text{az X szög melletti befogó}}{\text{átfogó}}}}
{\displaystyle \operatorname {tg} X={\frac {\text{a szöggel szemben fekvő befogó}}{\text{a szög melletti befogó}}}}
{\displaystyle \operatorname {ctg} X={\frac {\text{az X szög melletti befogó}}{\text{az X szöggel szemben fekvő befogó}}}}
Legyen X egy szög mértéke, és (90° – X) a kiegészítő szögének mértéke. Ezután a következő összefüggések adódnak, az I. negyedben:
{\displaystyle \sin X=\cos(90^{\circ }-X)\!}
{\displaystyle \cos X=\sin(90^{\circ }-X)\!}
{\displaystyle \operatorname {tg} X=\operatorname {ctg} (90^{\circ }-X)\!}
{\displaystyle \operatorname {ctg} X=\operatorname {tg} (90^{\circ }-X)\!}

### Trigonometrikus függvényértékek 0°, 30°, 45°, 60° és 90°-os szögek esetén
|           | {\displaystyle 0^{\circ }(0)} | {\displaystyle 30^{\circ }\left({\frac {\pi }{6}}\right)} | {\displaystyle 45^{\circ }\left({\frac {\pi }{4}}\right)} | {\displaystyle 60^{\circ }\left({\frac {\pi }{3}}\right)} | {\displaystyle 90^{\circ }\left({\frac {\pi }{2}}\right)} |
| Szinusz   | {\displaystyle 0}             | {\displaystyle {\frac {1}{2}}}                            | {\displaystyle {\frac {\sqrt {2}}{2}}}                    | {\displaystyle {\frac {\sqrt {3}}{2}}}                    | {\displaystyle 1}                                         |
| Koszinusz | {\displaystyle 1}             | {\displaystyle {\frac {\sqrt {3}}{2}}}                    | {\displaystyle {\frac {\sqrt {2}}{2}}}                    | {\displaystyle {\frac {1}{2}}}                            | {\displaystyle 0}                                         |
| Tangens   | {\displaystyle 0}             | {\displaystyle {\frac {\sqrt {3}}{3}}}                    | {\displaystyle 1}                                         | {\displaystyle {\sqrt {3}}}                               | + végtelen                                                |
| Kotangens | + végtelen                    | {\displaystyle {\sqrt {3}}}                               | {\displaystyle 1}                                         | {\displaystyle {\frac {\sqrt {3}}{3}}}                    | {\displaystyle 0}                                         |
| --------- | ----------------------------- | --------------------------------------------------------- | --------------------------------------------------------- | --------------------------------------------------------- | --------------------------------------------------------- |

### Szögek értékei közti összefüggések
{\displaystyle \sin 30^{\circ }=\cos 60^{\circ }={\frac {1}{2}}}      {\displaystyle \cos 30^{\circ }=\sin 60^{\circ }={\frac {\sqrt {3}}{2}}}
{\displaystyle \operatorname {tg} 30^{\circ }=\operatorname {ctg} 60^{\circ }={\frac {\sqrt {3}}{3}}}      {\displaystyle \operatorname {ctg} 30^{\circ }=\operatorname {tg} 60^{\circ }={\sqrt {3}}}
{\displaystyle \sin 45^{\circ }=\cos 45^{\circ }={\frac {\sqrt {2}}{2}}}
{\displaystyle \operatorname {tg} 45^{\circ }=\operatorname {ctg} 45^{\circ }=1\!}
{\displaystyle \sin 0^{\circ }=\cos 90^{\circ }=0}      {\displaystyle \cos 0^{\circ }=\sin 90^{\circ }=1}
{\displaystyle \operatorname {tg} 0^{\circ }=\operatorname {ctg} 90^{\circ }=0}      {\displaystyle \operatorname {ctg} 0^{\circ }=\operatorname {tg} 90^{\circ }=\infty }

### Alapvető trigonometriai képletek
{\displaystyle \operatorname {tg} X={\frac {\sin X}{\cos X}}}
{\displaystyle \operatorname {ctg} X={\frac {\cos X}{\sin X}}}
{\displaystyle \operatorname {tg} X={\frac {1}{\operatorname {ctg} X}}}
{\displaystyle \operatorname {tg} X\cdot \operatorname {ctg} X=1}
A trigonometria alapvető képlete

{\displaystyle \sin ^{2}X+\cos ^{2}X=1\!}